# Мориконе
Мориконе (італ. Moricone, вен. Moricone) — муніципалітет в Італії, у регіоні Лаціо,  метрополійне місто Рим-Столиця.
Мориконе розташоване на відстані близько 35 км на північний схід від Рима.
Населення — 2670 осіб (2014).
Щорічний фестиваль відбувається 22 серпня. Покровитель — Maria Assunta.

## Демографія
Населення за роками:

Станом на 1 січня 2023 року в муніципалітеті офіційно проживали 202 іноземці з 27 країн, серед них 99 громадян країн Євросоюзу та 3 громадяни України.

## Сусідні муніципалітети
- Монтефлавіо
- Монтелібретті
- Монторіо-Романо
- Паломбара-Сабіна